# Transition des Ming aux Qing
Batailles
Unification des Jürchens - Fushun - Qinghe - Sarhu - Kaiyuan - Tieling - Xicheng - Shen-Liao - Zhenjiang - She-An - Guangning - Ningyuan - Corée (1627) - Ning-Jin - Jisi - Dalinghe - Wuqiao - Lüshun - Corée (1636) - Song-Jin - Révoltes paysannes - Pékin - Shanhai
La transition des Ming aux Qing ou la transition Ming-Qing, également connue sous le nom de conquête de la Chine par les Mandchous, est une période de conflit qui dure des décennies et oppose la Dynastie Qing, établie par le clan mandchou Aisin Gioro en Mandchourie et la Dynastie Ming en Chine, puis en Chine du Sud. Divers autres pouvoirs régionaux ou temporaires sont également impliqués dans ce conflit, comme la très brève dynastie Shun. En 1618, avant le début de la conquête des Qing, Nurhachi, le chef du clan Aisin Gioro, a commandé un document intitulé les Sept Grandes Causes d'irritation, dans lequel il énumérait sept récriminations contre les Ming, avant de lancer une rébellion contre ces derniers. Beaucoup des griefs portaient sur des conflits avec les Yehe, un clan mandchou important, et sur le favoritisme des Ming envers les Yehe au détriment des autres clans mandchous. La demande de Nurhaci faite aux Ming de lui payer un tribut pour réparer les sept grandes causes d'irritation était en fait une déclaration de guerre, car les Ming n'étaient pas disposés à verser de l'argent à un ancien vassal. Peu après, Nurhaci commence à se rebeller contre les Ming dans le Liaoning, une région du sud de la Mandchourie.
Au même moment, la dynastie Ming lutte pour sa survie face à la multiplication des troubles fiscaux et des rébellions paysannes. Le 24 avril 1644, Pékin tombe aux mains d'une armée rebelle dirigée par Li Zicheng, un ancien fonctionnaire mineur des Ming devenu le chef de la révolte paysanne. Zicheng proclame alors la Dynastie Shun. Au moment de la chute de la ville, le dernier empereur Ming, l'empereur Chongzhen, se pend à un arbre dans le jardin impérial situé à l'extérieur de la Cité interdite. Quand Li Zicheng commence à marcher sur lui à la tête avec son armée, le général Wu Sangui, chargé par les Ming de garder une des portes de la Grande Muraille, fait allégeance aux Mandchous et les laisse pénétrer en Chine. Li Zicheng est vaincu à la bataille de la passe de Shanhai par les forces conjointes de Wu Sangui et du prince mandchou Dorgon. Le 6 juin, les Mandchous et Wu entrent dans la capitale et proclament le jeune empereur Shunzhi nouvel empereur de Chine.
La conquête est cependant loin d'être terminée, et il faut attendre encore près de quarante ans avant que toute la Chine ne soit solidement unie sous la domination Qing. L'empereur Kangxi monte sur le trône en 1661, et en 1662 ses régents lancent la Grande Évacuation pour vaincre la résistance des loyalistes Ming en Chine du Sud. Il combat ensuite plusieurs rébellions, comme la Rébellion des trois feudataires, dirigée par Wu Sangui, qui éclate dans le sud de la Chine en 1673. Il lance ensuite une série de campagnes qui agrandissent son empire. En 1662, le général Koxinga chasse les colons hollandais et fonde le royaume de Tungning à Taïwan, un État loyaliste Ming, dans le but de reconquérir la Chine. Cependant, Tungning est vaincu en 1683 à la bataille de Penghu par l'amiral Shi Lang, qui avait auparavant servi sous les ordres de Koxinga.
La chute de la dynastie Ming est le résultat de toute une combinaison de facteurs. Kenneth Swope soutient qu'un facteur clé a été la détérioration des relations entre la royauté Ming et les chefs militaires de l'Empire Ming. Parmi les autres facteurs, mentionnons les expéditions militaires répétées dans le Nord, les pressions inflationnistes causées par les dépenses excessives du Trésor impérial, les catastrophes naturelles et les épidémies. Une rébellion paysanne à Pékin en 1644 et une série d'empereurs faibles ont contribué au chaos. Le pouvoir des Ming survit pendant des années dans ce qui est aujourd'hui le sud de la Chine, bien qu'il soit finalement vaincu par les Mandchous.

## Expansion des Jürchens
Les Mandchous sont parfois décrits à tort comme un peuple nomade, alors qu'en fait ils étaient un peuple agricole sédentaire, vivant dans des villages fixes, pratiquant la culture, la chasse et le tir à l'arc,. Avant le début de leur conquête de la Chine, l'armée Mandchoue était centrée sur l'infanterie, composée de fantassins équipé d'arcs, d'épées et de piques; tandis que la cavalerie restait à l'arrière.
Nurhachi,le chef du clan Jianzhou, qui fait partie du peuple Jürchen, est identifié rétrospectivement comme étant le fondateur de la Dynastie Qing. En 1616, il se proclame Khan et entreprend d'unifier sous son autorité les tribus mandchoues Jurchen. Ses efforts donnent aux Jurchen la force nécessaire pour s'affirmer, en s'appuyant sur une armée composée en majorité de transfuges Han et équipée d'armes à feu produites par les Ming. En 1618, il fait établir un document intitulé les Sept Grandes Causes d'irritation, dans lequel il énumère sept récriminations contre les Ming, puis entre en révolte ouverte contre l'empire chinois. La même année, le général Li Yongfang, normalement au service des Ming, livre aux Jurchens la ville de Fushun, qui se situe dans ce qui est aujourd'hui la province du Liaoning, dans le nord-est de la Chine, après que Nurhaci lui eut donné une princesse Aisin Gioro en mariage et un titre de noblesse. La princesse en question est une des petites-filles de Nurhachi. Au cours d'une série de campagnes militaires victorieuses dans le Liaodong et le Liaoxi, soit à l'est et à l'ouest de la rivière Liao, les Jurchens s'emparent d'un certain nombre de villes Ming. Parmi les cités dont ils s'emparent on trouve Shenyang, dont ils font la capitale de la dynastie des Jin postérieurs (後金, hòu hīn), nom donné par Nurhachi à la dynastie qu'il a fondée, en référence à un autre État jurchen qui avait dirigé la Chine du Nord plusieurs siècles auparavant.

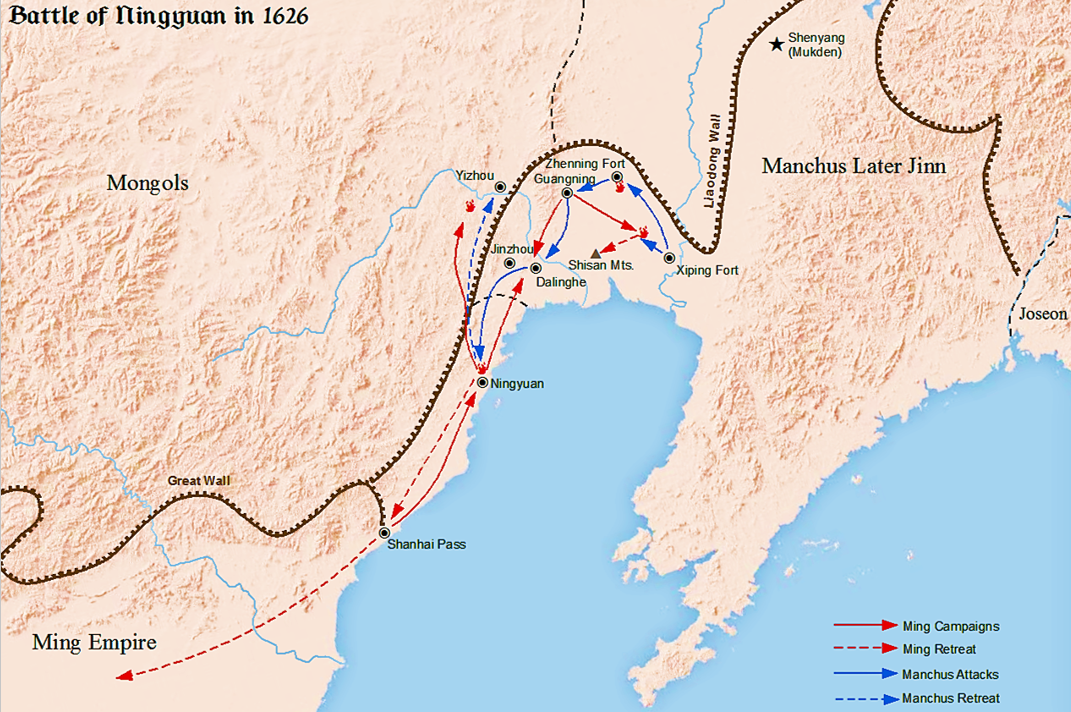
Bataille de Ningyuan où s'affrontent les armées ming et mandchoues

Sous l'impulsion du général Yuán Chónghuàn, les Ming utilisent de l'artillerie occidentale pour vaincre les forces Jin lors de la bataille de Ningyuan en 1626. Nurhachi est blessé pendant les combats et meurt peu de temps après, mais les Ming ne parviennent pas à saisir l'occasion de contre-attaquer. Chonghuan, le Némésis des Jurchens, est rapidement victime d'une lutte politique interne à la Cour des Ming et est obligé de se suicider, tandis que sous la direction de leur nouveau khan, Huang Taiji, les Jurchens réorganisent leur armée en y incluant des régiments d'artillerie. Cette réorganisation leur permet de continuer à prendre les villes Ming et d'infliger des défaites cinglantes au royaume coréen de Joseon, un vassal dont le soutien est crucial pour les Ming, en 1627 (Première invasion mandchoue de la Corée) et 1636-1637 (Seconde invasion mandchoue de la Corée). Ils lancent même des raids au cœur de la Chine en 1642 et 1643. Taiji fait aussi des réformes administratives : en 1635, il adopte le nom de « Mandchou » (chinois: 滿州 ; mandchou ; alphabet mandchou : ) pour désigner l'ensemble du peuple Jurchen puis, l'année suivante, il change le nom de la dynastie en Grand Qing et abandonne le titre de Khan pour celui d'Empereur.
L’expansionnisme Jurchen ne cible pas que la Chine. En 1628 et 1635, le prince Dorgon combat et vainc Ligden Khan, le dernier Khagan Tchakhar de la dynastie mongole des Yuan du Nord,. Ejei Khan, le fils de Ligden, se rend aux Mandchous en 1635, juste après la mort de son père, mettant ainsi fin aux Yuan du Nord. Dès lors, les Mongols deviennent les vassaux des Mandchous et les assistent dans leur guerre contre les Ming.
Après la deuxième invasion de la Corée par les Mandchous, le royaume de Joseon est forcé de donner plusieurs princesses royales comme concubines au Prince-régent Dorgon, qui dirige l'empire pendant la minorité de l’empereur Shunzhi,,,,,. En 1650, Dorgon épouse la princesse coréenne Uisun (義順),, la fille du Prince Yi Kaeyoon (Kumrimgoon).

## Conquête de Pékin et du nord de la Chine (1644)

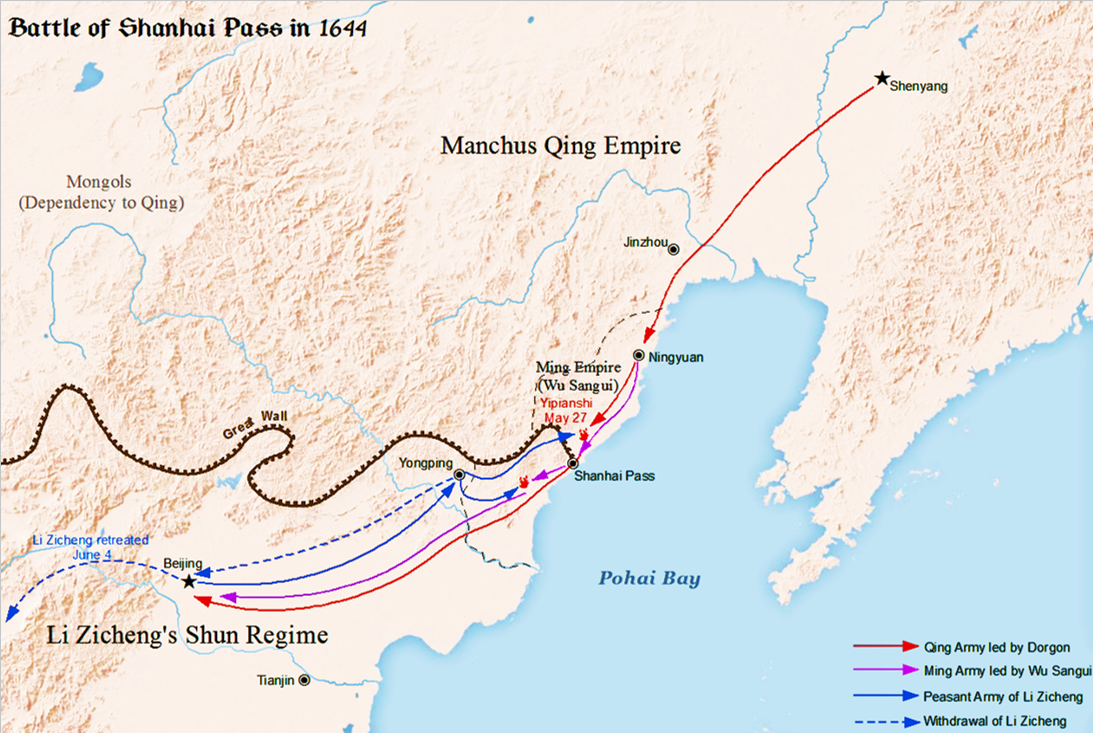
La bataille de la passe de Shanhai qui a permis aux Mandchous d'entrer dans la Chine historique

Durant les dernières années de la dynastie, les Ming ont dû faire face à un certain nombre de famines et d'inondations ainsi qu'à un chaos économique et à des rébellions. Li Zicheng, un apprenti-forgeron, se rebelle durant la décennie 1630 dans le Shaanxi, tandis qu'une mutinerie menée par Zhang Xianzhong éclate au Sichuan dans les années 1640. Beaucoup de gens sont tués pendant le règne de terreur de cet empereur autoproclamé.
Alors que Dorgon et ses conseillers réfléchissent à la meilleure manière d'attaquer les Ming, les rébellions paysannes ravageant le nord de la Chine s'approchent dangereusement près de Pékin, la capitale de la dynastie chinoise. En février 1644, le chef rebelle Li Zicheng fonde la dynastie Shun à Xi'an et se proclame roi. En mars, ses armées s'emparent de Taiyuan, une ville importante du Shanxi. Voyant les progrès des rebelles, l'empereur Chongzhen demande le 5 avril l'aide urgente de tout commandant militaire de l'Empire. Mais il est trop tard : le 24 avril, Li Zicheng perce les murs de Pékin et l'empereur se pend le lendemain, sur une colline derrière la Cité interdite. Il fut le dernier Empereur Ming à régner à Pékin.
Peu après l'appel à l'aide de l'empereur, le puissant général Wu Sangui avait quitté sa forteresse de Ningyuan, située au nord de la Grande Muraille, et avait commencé à marcher vers la capitale. Le 26 avril, ses armées franchissent les fortifications de la passe de Shanhai, soit l'extrémité orientale de la Grande Muraille, et marchent vers Pékin, lorsqu'il apprend que la ville était tombée. Il fait demi-tour et revient à Shanhai. Li Zicheng envoie deux armées pour attaquer la passe, mais les troupes aguerries de Wu les vainquent facilement les 5 et 10 mai. Puis, le 18 mai, Li Zicheng quitte Pékin à la tête d'une armée forte de 60 000 hommes, pour attaquer Wu. Au même moment, Wu Sangui écrit à Dorgon pour demander l'aide des Qing afin de chasser les bandits et rétablir la dynastie Ming.

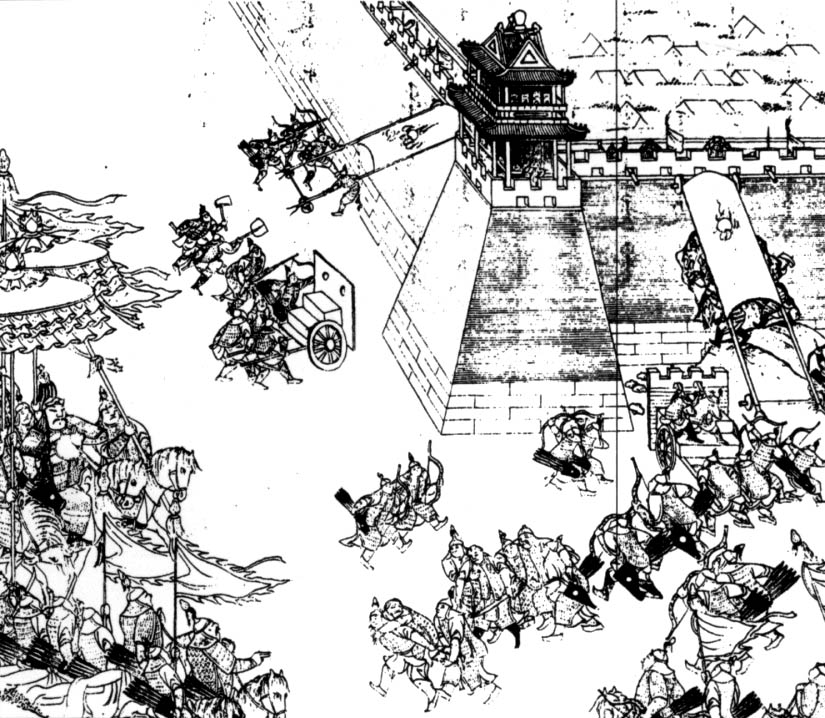
La bataille de Ningyuan, où Nurhaci a été vaincu et blessé.

Pendant ce temps, le départ de Wu Sangui de la forteresse de Ningyuan avait, De facto, laissé tout le territoire situé au nord de la Grande Muraille sous le contrôle des Qing. Hong Chengchou et Fan Wencheng (范文程), deux des plus éminents conseillers chinois de Dorgon, ont exhorté le prince mandchou à saisir l'occasion de la chute de Pékin pour que les Qing puissent envahir la Chine en se présentant comme les vengeurs de la défunte dynastie Ming et revendiquer le Mandat du Ciel pour eux-mêmes,. Par conséquent, lorsque Dorgon reçoit la lettre de Wu, il est déjà sur le point de diriger une expédition pour attaquer le nord de la Chine et n'a pas du tout l'intention de restaurer les Ming sur le trône. Lorsque Dorgon demande à Wu de travailler pour les Qing, ce dernier est obligé d'accepter.
Après que Wu se fut formellement rendu aux Qing dans la matinée du 27 mai, ses troupes d'élite ont chargé l'armée rebelle à plusieurs reprises, mais n'ont pas réussi à briser les lignes ennemies. Dorgon attend que les deux camps soient affaiblis pour ordonner à sa cavalerie de galoper autour de l'aile droite de Wu, afin de pouvoir charger le flanc gauche de Li. Tactique efficace, car les troupes de Li Zicheng sont rapidement mises en déroute et s'enfuient vers Pékin. Après leur défaite lors de la bataille de la passe de Shanhai, les troupes Shun pillent Pékin pendant plusieurs jours, jusqu'à ce que Li Zicheng quitte la capitale le 4 juin avec toutes les richesses qu'il pouvait porter, un jour après s'être proclamé empereur du Grand Shun,.
Sous le règne de Dorgon, que les historiens ont surnommé " le cerveau de la conquête Qing " et " le principal architecte de la grande entreprise mandchoue", les Qing ont soumis la capitale, reçu la capitulation des élites et fonctionnaires locaux du Shandong, et conquis le Shanxi et le Shaanxi. Ils se tournent ensuite vers la riche région commerciale et agricole de Jiangnan, située au sud du cours inférieur du Yangtsé. Ils anéantissent également les derniers vestiges des régimes établis par Li Zicheng, qui est tué en 1645, et Zhang Xianzhong, avec la prise de Chengdu début 1647. Enfin, ils réussissent à tuer les prétendants au trône des Ming du Sud à Nankin (1645) et Fuzhou (1646) et chassent Zhu Youlang, le dernier empereur Ming du Sud, hors de Guangzhou (1647). Après avoir erré dans les confins du sud-ouest de la Chine et le nord de la Birmanie, Youlang est finalement capturé et exécuté par Wu Sangui.

## Établissement de l'ordre impérial Qing

### Mariages sino-mandchous
Les généraux chinois Han qui ont fait défection au profit des Mandchous ont souvent reçu des femmes de la famille impériale Aisin Gioro en mariage. Les princesses du clan Aisin Gioro étaient également mariées aux fils de certains fonctionnaires chinois.
Le chef mandchou Nurhaci a marié l'une de ses petites-filles avec le général Ming Li Yongfang (李永芳) après qu'il eut livré la ville de Fushun, Liaoning, aux Mandchous en 1618. Cette princesse était la fille d'Abattai, le fils de Nurhaci,,,. Les enfants nés de ce mariage ont reçu le titre de "Vicomte de troisième classe" (chinois : 三等子爵 ; pinyin : sān děng zǐjué). Li Yongfang est l'arrière-arrière-grand-père de Li Shiyao ( 李侍堯),.
La quatrième fille de Kangxi (和硕悫靖公主) était mariée au fils (孫承恩) du général chinois Sun Sike (Sun Ssu-k'o) ( 孫思克). D'autres femmes du clan Aisin Gioro ont épousé les fils des généraux chinois Sun Sike, Geng Jimao (Keng Chi-mao), Shang Kexi (Shang K'o-hsi) et Wu Sangui (Wu San-kuei). Dans le même temps, les simples soldats chinois ont souvent épousé des femmes mandchoues non royales. C'est ainsi que le prince Yoto (岳托) (prince Keqin) et Hongtaiji organisèrent en 1632 un mariage de masse (1000 couples en tout) d'officiers et de fonctionnaires chinois avec des femmes mandchoues, pour promouvoir l'harmonie entre ces deux groupes ethniques,. Le Prince Dorgon a donné une femme mandchoue comme épouse au fonctionnaire chinois Feng Quan, qui avait fait défection au profit des Qing. Feng Quan a volontairement adopté la coiffure traditionnelle mandchoue, soit le devant du crâne rasé et le reste des cheveux noué vers l’arrière sous forme de natte, avant qu'elle ne soit imposée à la population chinoise et a appris la langue mandchoue.
Cette politique, qui avait commencé avant l'invasion de 1644, s'est poursuivie après. Un décret de 1648 de Shunzhi autorise les civils chinois de sexe masculin à épouser des femmes mandchoues des Bannières. S'il s'agit de filles de fonctionnaires ou de roturiers inscrites sur les registres, c'est le Conseil des Revenus qui donne l'autorisation pour le mariage et s'il s'agit de roturières non enregistrées c'est le capitaine de leur compagnie de leur bannière qui donne l'autorisation,. À noter que, si ce décret a bien été signé par Shunzi, c'est le prince Dorgon qui l'a mis en forme. Pour résumer, au début de la dynastie Qing, le gouvernement soutenait les mariages des transfuges chinois Han avec des femmes mandchoues,, et ce n'est que plus tard dans l'histoire de la dynastie que ces politiques permettant le mariage sino-mandchous furent supprimées,.
Ceux qui ont pu profiter de cette politique en ont retiré des privilèges et une promotion sociale. Ainsi, le rang de « Dolo efu » 和碩額駙 a été attribué aux maris de princesses Qing. Geng Zhongming, un homme des Bannières d'origine chinoise, a reçu le titre de Prince Jingnan, et son fils Geng Jingmao a réussi à faire en sorte que ses deux fils, Geng Jingzhong et Geng Zhaozhong (耿昭忠), deviennent des auxiliaires de justice sous l'empereur Shunzhi. Toujours grâce à leur pére, Zhaozhong et Jingzhong ont épousé des princesses du clan Aisin Gioro : le premier s'est marié avec la petite-fille du Prince Abattai et le second avec la fille du prince Haoge (qui est lui-même un fils de Hong Taiji). Quant à Geng Juzhong (耿聚忠 ), un autre fils de Geng Jingmao, s'il n'a pas eu le même poste que ses frères, il a tout de même épousé une fille (和硕柔嘉公主) du prince Yolo (岳樂), un membre du clan Aisin Gioro.
Les Chinois n'ont pas été les seuls a profiter de cette politique de mariage inter-ethnique et des femmes du clan Aisin Gioro ont également épousé des Mongols ayant fait défection au profit des Mandchous.

### Création d'une armée sino-mandchoue

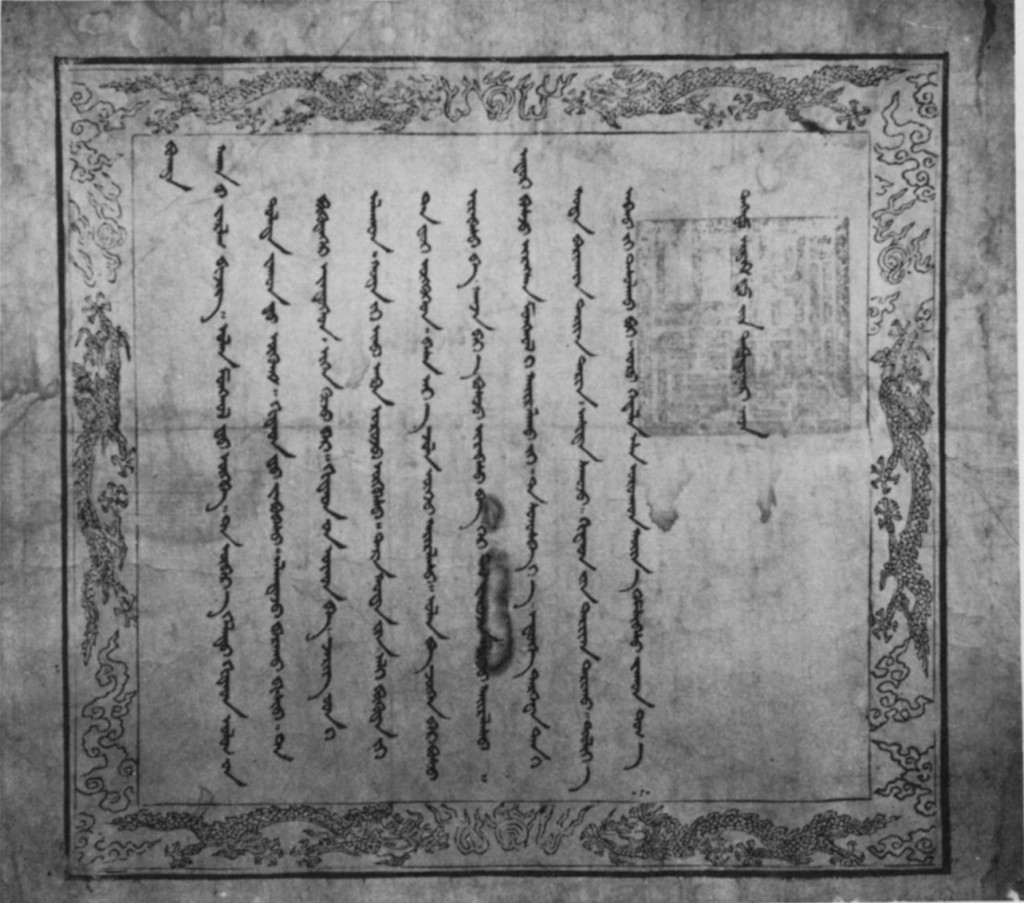
Édit de Hong Taiji en mongol. A été donné à de nombreux seigneurs mongols qui faisaient leur service militaire à Ming

Comme indiqué dans un précédent chapitre, les Mandchous n'étaient pas un peuple de nomades. En effet, ils vivaient dans des villes protégées par des murs d'enceinte et entourées de villages et adoptaient l'agriculture à la chinoise, ce bien avant la conquête des territoires Ming par les Qing. Il y avait une tradition établie de mélange Chinois-Mandchous avant 1644. Les soldats chinois stationnés à la frontière du Liaodong se mêlaient souvent à des non-Han et avaient largement intégré leurs coutumes. Les Jurchen acceptaient et assimilaient les soldats chinois qui les rejoignaient, et les soldats chinois du Liaodong adoptaient et utilisaient souvent des noms mandchous. En fait, Dahai, le secrétaire de Nurhaci, était peut-être l'un de ces individus.
Au début de leur guerre contre les Ming, les Mandchous n'étaient pas assez nombreux pour conquérir la Chine, mais ils ont absorbé les peuples mongols vaincus et, plus important encore, ont intégré des Chinois aux Huit bannières. Tout comme Gengis Khan avant eux, les Mandchous ont dû créer un corps d'armée composé de soldats chinois, le "Jiu Han jun" (Trad : Vieille Armée Han), car ils ont été intégrés en très grand nombre aux Huit Bannières, soit à la suite de leur capture soit après leur défection. Dans leur propagande visant les militaires Ming, les Qing ont mis en avant que les Mandchous valorisaient les compétences militaires pour les amener à intégrer l'armée mandchoue, en opposition au système politique civil des Ming était discriminatoire envers les militaires. De 1618 à 1631, les Mandchous accueillent des transfuges "Han" et leurs descendants deviennent des hommes des Bannières à part entière, ceux qui sont tués au combat étant commémorés comme martyrs dans leurs biographies.
Hong Taiji a reconnu que les transfuges chinois Ming étaient nécessaires pour aider à achever la conquête des territoires Ming. C'est ainsi qu'il s'est retrouvé à devoir expliquer à d'autres Mandchous pourquoi ils devaient traiter le général Hong Chengchou avec clémence. Hong Taiji comprit que les Ming ne seraient pas facilement vaincus, à moins que des troupes chinoises armées de mousquets et des canons ne soient utilisées conjointement avec les soldats mandchous des Bannières. En effet, parmi les bannières, les armes à poudre comme les mousquets et l'artillerie étaient spécifiquement utilisées par les bannières chinoises, les Mandchous ayant établi un corps d'artillerie composé uniquement de soldats chinois en 1641. L'utilisation de l'artillerie par les soldats des bannières chinois leur a valu le surnom de soldats "lourds" (ujen cooha). Les artilleurs n'étaient pas les seuls à avoir été autrefois au service des Ming, car les Hongyipao (lit : "canon des barbares rouges") déployés au Liaodong par l'armée chinoise pour contrer les Qing ont fini par être récupérés et utilisés par ces derniers.
Les officiers Ming qui ont fait défection au profit des Qing ont été autorisés à conserver leurs anciens grades militaires. Les défections commencent bien avant la chute de la dynastie MIng, car Shen Zhixiang fait défection au profit des Qing dès 1638. Parmi les autres officiers chinois ayant rejoint les Mandchous, on trouve Ma Guangyuan, Wu Rujie, Zu Dashou, Quan Jie, Geng Zhongming, Zu Zehong, Zu Zepu, Zu Zerun, Deng Changchun, Wang Shixian, Hong Chengchou, Shang Kexi, Liu Wuyuan, Zu Kefa, Zhang Cunren, Meng Qiaofang, Kong Youde et Sun Dingliaoao. Ils reçoivent des grades aristocratiques et militaires, de l'argent, des chevaux et des postes officiels de la part des Qing. Cette politique est payante, car après 1631, ce sont les transfuges chinois qui ont géré et organisé une grande partie de la stratégie militaire mandchoue.
Avec le temps, le nombre de Chinois qui font défection au profit des Qing augmente tellement qu'en 1648, les Mandchous ne représentent que 16% des effectifs des Huit Bannières, contre 75% pour les Chinois, les 9% restant étant des soldats mongols,,. Les soldats chinois de la Bannière Nikan utilisaient des bannières de couleur noire et Nurhaci était gardé par les soldats de la Nikan. C'est d'ailleurs pendant son règne que les autres bannières sont devenues minoritaires par rapport aux détachements chinois de la Bannière Noire Nikan.
C'est cette armée multiethnique, au sein de laquelle les Mandchous n'étaient qu'une minorité, qui a conquis la Chine pour les Qing. Après la conquête, la barrière sociale qui se met en place sépare d'un coté les roturiers chinois n'appartenant pas aux bannières et de l'autre « l'élite conquérante » des soldats des Huit Bannières, soit le mélange de Chinois, de nobles, de Mongols et de Mandchous que l'on vient d'évoquer. La séparation élite/non-élite qui se met en place dans la Chine des Qing après la conquête n'est donc pas basée sur l'origine ethnique mais bel et bien sur une vision de la société valorisant l'armée et les soldats,.

### Utilisation de l'armée sino-mandchoue en Chine
« The conquest of the Empire, after the Manchus had securely seated themselves in Peking, had to be undertaken largely with Chinese troops, simply " stiffened " a little with a Manchu regiment here and there.

Trad. : "La conquête de l'Empire, après que les Mandchous se fussent solidement installés à Pékin, a dû être entreprise en grande partie avec des troupes chinoises, simplement un peu « encadrées » par un régiment mandchou ici et là"

E.H. Parker, publié dans The Financial Capacity of China; Journal of the North-China Branch of the Royal Asiatic Society »
Lorsque Dorgon a ordonné aux civils chinois de quitter le centre-ville de Pékin et de s'installer à la périphérie, c'était pour pouvoir loger les soldats des bannières, y compris les soldats chinois, au cœur de la capitale. Par la suite, des exceptions sont ajoutées à cette règle, afin de permettre aux civils chinois qui occupent des emplois gouvernementaux ou commerciaux de résider également dans le centre-ville. Très vite, l'immense majorité des postes au sein du gouvernement civil sont occupés par des soldats des bannières chinois, qui monopolisent les six postes de présidents de conseils et d'autres postes importants. Bien sûr, les personnes occupant lesdits postes sont, à chaque fois, choisies par les Qing.
Ce sont les Chinois des bannières qui ont permis aux Mandchous de réussir leur conquête de la Chine, car ils constituaient la majorité des gouverneurs au début de l'ère Qing et ce sont eux qui ont gouverné et administré la Chine après la conquête, permettant ainsi à la nouvelle dynastie de stabiliser son emprise sur le pays. À l'époque des empereurs Shunzhi et Kangxi, la plus grande partie des postes de gouverneurs et gouverneurs généraux sont occupés par des Chinois des bannières, excluant largement les civils de ces postes à responsabilité. Shang Kexi, Geng Zhongming et Kong Youde sont de bons exemples de cette prédominance des Chinois des bannières au début de la dynastie. Anciens officiers Ming en poste au Liaodong, ils ont tous les trois joué un rôle majeur dans la conquête du sud de la Chine par les Qing, avant de gouverner les provinces conquises de manière autonome, comme vice-rois appointés par les Mandchous.

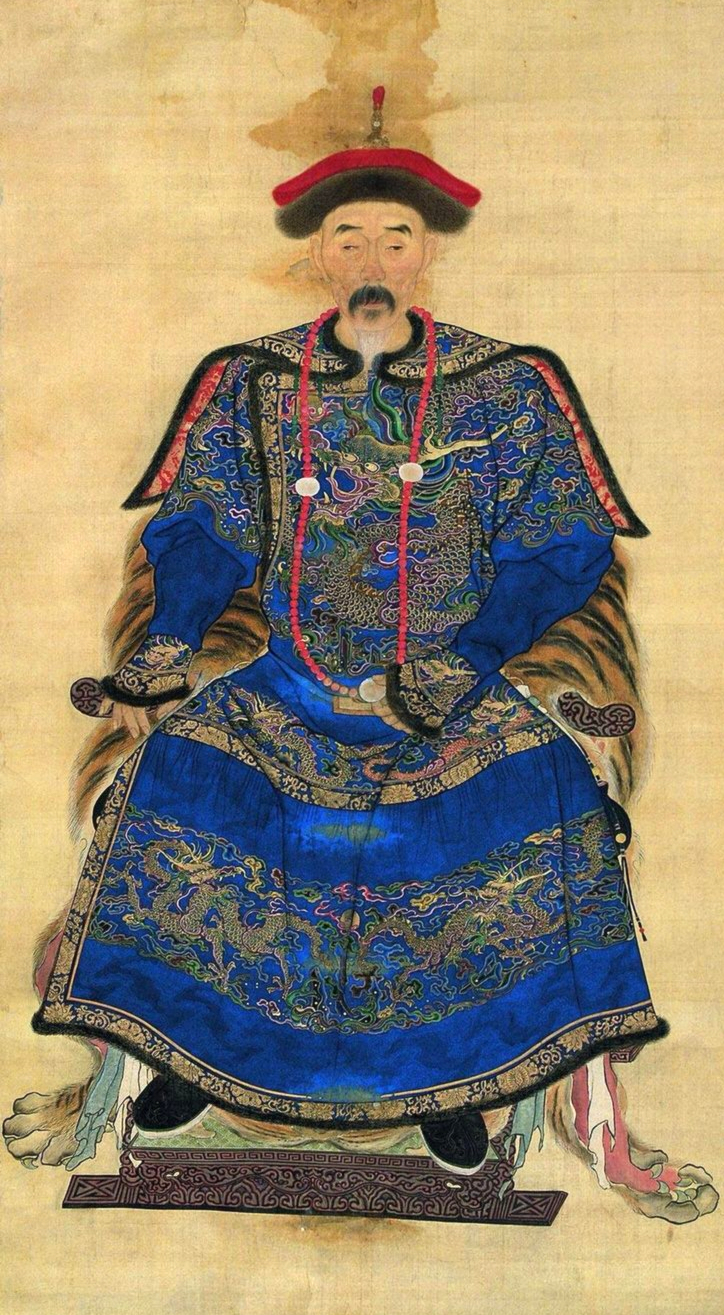
Portrait de Hong Chengchou (1593-1665), un ancien fonctionnaire Ming qui conseilla à Dorgon de profiter de la mort violente de l'empereur Chongzhen pour présenter les Qing comme les vengeurs des Ming et conquérir toute la Chine au lieu de juste lancer un raid pour le pillage et les esclaves.

En plus des Huit Bannières, les Qing s’appuient sur les soldats de l'Armée de l'Étendard Vert (绿营 litt bataillon vert), qui est composée uniquement de soldats chinois ayant rejoint les rangs des Qing, afin de les aider à gouverner le nord de la Chine. Très vite ces soldats sont utilisés comme une force de gendarmerie dont le but est de maintenir l'ordre et de venir à bout des petites insurrections locales, les soldats des Bannières n'étant mobilisés que pour répondre à des situations d'urgence où il fallait faire face à une forte résistance militaire.
Ce sont principalement les soldats chinois des Bannières qui ont attaqué et vaincu les forces loyalistes des Ming du Sud à Nankin, puis dans le Fujian. Pour hâter la capitulation des derniers loyalistes Ming de Koxinga, les Qing ont mené une politique de dépeuplement des côtes, afin de priver leurs adversaires de ressources. Il faut noter que cet ordre, mal interprété et largement détourné par les loyalistes Ming, a conduit à la naissance d'une rumeur voulant que si les Mandchous ont agi ainsi, c'est parce qu'ils avaient "peur de l'eau". La chute des territoires des Ming du Sud s'est accompagnée de massacres dans la province du Fujian; mais bien qu'un poème qualifie de "barbares" les soldats qui les ont perpétrés, les troupes chinoises des Huit Bannières et de l'Armée de l'Étendard Vert y ont participé autant, voire plus que les Mandchous et les Mongols des Huit Bannières.
Lors de la Rébellion des trois feudataires, les troupes chinoises des Qing continuent de jouer un rôle central dans l'action militaire du gouvernement, puisque 400 000 soldats de l'Armée de l'Étendard Vert sont envoyés combattre les rebelles en plus des 200 000 soldats des Bannières envoyés au début. En effet, au début, les troupes Qing sont écrasées par Wu de 1673 à 1674. Mais les Qing avaient le soutien de la majorité des soldats chinois et de l'élite chinoise contre les Trois Feudataires, puisqu'ils refusaient de se joindre à Wu Sangui dans la révolte. Donc, voyant que les Huit Bannières et les officiers mandchous s'en tiraient mal contre Wu Sangui, les Qing ont répondu en profitant de ce soutien en levant une immense armée composée de plus de 900 000 soldats chinois, dont 400 000 soldats de l'Armée de l'Étendard Vert, pour combattre et écraser les Trois Feudataires. Finalement, ce sont les soldats de l'Étendard Vert qui ont vaincu les forces de Wu Sangui. Après la fin de la rébellion des Trois Feudataires, les soldats chinois des Huit Bannières qui sont restés du côté des Qing et sont morts au combat ont été traités comme des martyrs par les Mandchous.

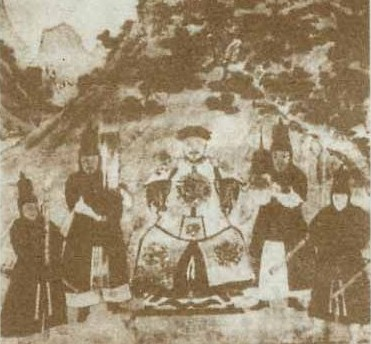
Wu Sangui était un général de la dynastie Ming, qui a fait défection au profit de la dynastie Qing. Cependant, ses espoirs de restaurer les premiers ont été anéantis après sa révolte contre l'empereur Kangxi.

### Massacres
Lorsque les Qing ont imposé le port de la natte en Chine, de nombreux transfuges Han ont été chargés de massacrer les dissidents. Li Chengdong, un ancien général Ming qui avait fait défection au profit des Qing, a supervisé trois massacres à Jiading, qui ont eu lieu le même mois. En tout, cela représente des dizaines de milliers de morts et des villes entières dépeuplées.
Les défenses de la ville de Jiangyin avait tenu bon contre environ 10 000 soldats Qing, avant que le mur d'enceinte de la ville ne soit percé le 9 octobre 1645. Après la prise de la cité, on a observé une baisse considérable de la population à la suite du massacre de 74 000 à 100 000 habitants. Les troupes sous les ordres de Liu Liangzuo (劉良佐) ont reçu l'ordre suivant : "(vous devrez) remplir la ville de cadavres avant que vous ne rengainiez vos épées". Bien que les soldats mandchous des Huit Bannières aient souvent été liés au massacre de Jiangyin qui visait les loyalistes Ming, la majorité de ceux qui avaient participé au massacre de Jiangyin étaient des soldats chinois.
À Fuzhou, bien que les anciens sujets Ming aient d'abord été indemnisés avec de l'argent pour s'être conformés à l'ordre concernant le port de la natte, le général Hong Chengchou avait durci le traitement appliqué aux habitants de Jiangnan en 1645,. Les soldats chinois des bannières ont été assignés à plusieurs reprises sur des missions de répression visant à faire respecter l'ordre sur le port de la natte, ce qui a souvent entraîné des massacres tels que le massacre de Yangzhou (1645).
À Guangzhou, des massacres de loyalistes et de civils Ming en 1650 ont été perpétrés par les forces Qing sous le commandement des généraux chinois Shang Kexi et Geng Jimao,.

### Traduction de textes scientifiques et militaires chinois
En 1629, Nurhaci donne l'ordre de traduire en mandchou un certain nombre d'ouvrages chinois considérés comme d'une importance critique . C'est Dahai qui est chargé d'assurer ces traductions. Les premiers ouvrages traduits furent tous des textes militaires chinois, en raison des intérêts mandchous envers ce sujet. Il s'agissait du Liu Tao (六韜), du Su-shu ( 素書) et du San-lueh (三略) suivis de l'art de la guerre de Sun Tzu et du texte homonyme de Sun Bin. L'art de la guerre de Sun Tzu a été traduit en mandchou sous la forme ᠴᠣᠣᡥᠠᡳ
ᠪᠠᡳᡨᠠ
ᠪᡝ
ᡤᡳᠰᡠᡵᡝᠩᡤᡝ (Wylie : Tchauhai paita be gisurengge, Möllendorff : Coohai baita de gisurengge), soit "Discours sur l'art de la guerre". Une autre traduction en mandchou a été faite par l'officier Mandchou Keying.
Parmi les autres textes traduits en mandchou par Dahai, on trouve le code pénal Ming. Les Mandchous ont accordé une grande importance aux textes chinois relatifs aux affaires militaires et à la gouvernance. D'autres textes chinois d'histoire, de droit et de théorie militaire ont été traduits en mandchou sous le règne de Hong Taiji à Mukden. Il y a également eu une traduction en mandchou du Roman des Trois Royaumes, un classique de la littérature chinoise,. Après Dahai, d'autres ouvrages chinois (littérature, théorie militaire, textes juridiques) ont été traduits en mandchou par Erdeni.

## Campagnes majeures de la conquête mandchoue

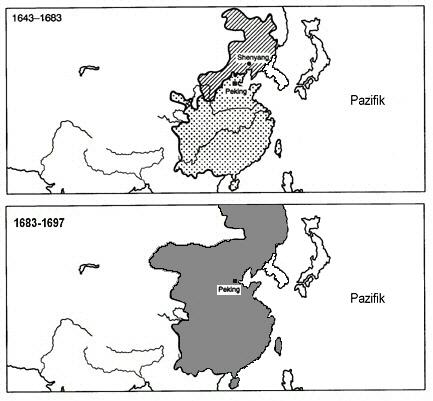
Carte des changements territoriaux au début de la dynastie Qing

### Consolidation dans le nord et conquête du Sichuan (1644-1647)
Peu après son entrée à Pékin en juin 1644, Dorgon envoya Wu Sangui et ses troupes à la poursuite de Li Zicheng, le chef rebelle qui avait poussé le dernier empereur Ming au suicide, mais qui avait été vaincu par les Qing fin mai lors de la bataille de la passe de Shanhai. Bien que Wu ait engagé le combat avec l'arrière-garde de Li à plusieurs reprises, ce dernier a quand même réussi à franchir le col de Gu (故關) et à se réfugier au Shanxi. Wu retourne alors à Pékin. Li Zicheng a rétabli sa capitale à Xi'an, au Shaanxi, soit là où il avait déclaré la fondation de sa dynastie Shun en février 1644. En octobre de la même année, Dorgon envoie plusieurs armées pour chasser Li Zicheng de sa forteresse du Shaanxi, après avoir réprimé les révoltes contre le régime Qing qui avaient éclaté au Hebei et au Shandong durant l'été et l'automne 1644. Les armées Qing dirigées par Ajige, Dodo et Shi Tingzhu (石廷柱) ont victoire sur victoire contre les forces Shun au Shanxi et au Shaanxi, forçant Li Zicheng à quitter son quartier général de Xi'an en février 1645. Li s'enfuit en traversant plusieurs provinces jusqu'à ce qu'il soit tué en septembre 1645, soit de sa propre main, soit par un groupe de paysans qui s'était organisé pour se défendre en ces temps de banditisme endémique.
Au début de 1646, Dorgon envoya deux expéditions au Sichuan pour tenter de détruire le régime de Zhang Xianzhong : la première expédition n'atteignit pas le Sichuan parce qu'elle dut lutter contre les derniers reliquats des troupes de la dynastie Shun. La seconde, commandée par Hooge, le fils de Huang Taiji qui avait perdu la lutte pour la succession en 1643, arriva en octobre 1646 au Sichuan. Entendant qu'une armée Qing dirigée par un général de division approchait, Zhang Xianzhong s’enfuit vers le Shaanxi, divisant ses troupes en quatre divisions ayant reçu l'ordre d'agir indépendamment si quelque chose devait lui arriver. Avant de partir, il a ordonné le massacre de la population de sa capitale, Chengdu. Zhang Xianzhong fut tué dans une bataille contre les forces Qing près de Xichong, dans le centre du Sichuan, le 1er février 1647. Hooge prit alors facilement Chengdu, mais trouva la cité dans un état de désolation auquel il ne s'attendait pas. Incapables de trouver de la nourriture dans les campagnes, ses soldats ont pillé la région, tuant les résistants, et ont même eu recours au cannibalisme alors que les pénuries alimentaires s'aggravaient.

### Le nord-ouest (1644-1650)
Durant la période qui précéda la chute de la dynastie Ming, Li Zicheng et les Tibétains durent combattre les Monguors, des alliées des Ming. Aussi, lorsque les Qing attaquèrent les forces de Li après 1644, les Tibétains rejoignirent le camp des Mandchous.
Fin 1646, des troupes rassemblées par un dirigeant musulman connu en Chine sous le nom de Milayin (米喇印), se révoltent contre le régime Qing à Ganzhou, au Gansu. Il fut bientôt rejoint par un autre musulman nommé Ding Guodong (丁國棟). Proclamant qu'ils voulaient restaurer les Ming tombés au champ d'honneur, ils occupèrent un certain nombre de villes du Gansu, dont Lanzhou, la capitale de la province. La volonté de ces rebelles de collaborer avec les Chinois non musulmans suggère qu'ils n'étaient pas motivés uniquement par la religion et qu'ils ne cherchaient pas à créer un État musulman. Pour mettre au pas ces rebelles, le gouvernement Qing a rapidement dépêché Meng Qiaofang (孟喬芳), le gouverneur du Shaanxi; un ancien fonctionnaire Ming qui s'était rendu aux Qing en 1631. Milayin et Ding Guodong ont été capturés et tués en 1648, et en 1650 les rebelles musulmans avaient été écrasés à la suite d'une série de campagnes militaires ayant fait de nombreuses victimes. Ces loyalistes Ming musulmans étaient soutenus par les Djaghataïdes du Khanat Kumul et du Khanat de Tourfan. Après leur défaite, Kumul s'est soumis aux Qing. Un autre rebelle musulman, Ma Shouying, s'était allié à Li Zicheng et à la dynastie Shun.

### Jiangnan (1645)

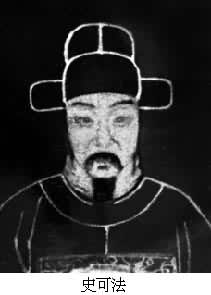
Portrait de Shi Kefa, qui a refusé de se rendre aux Qing alors qu'il assurait la défense de la ville de Yangzhou.

Quelques semaines après le suicide de l'empereur Chongzhen à Pékin en avril 1644, quelques descendants de la maison impériale Ming ont commencé à arriver à Nankin, une ville qui avait le statut de capitale secondaire de la dynastie Ming. Convaincus que les Ming avaient besoin d'une figure impériale pour rallier le soutien du Sud, le ministre de la Guerre de Nanjing, Shi Kefa, et le gouverneur général de Fengyang, Ma Shiying (馬士英), ont accepté de former un gouvernement Ming loyaliste autour de Zhu Yousong, le Prince de Fu. Ce prince était un cousin au premier degré de Chongzhen, ce qui faisait de lui l'héritier direct du trône dans la ligne de succession, nul ne sachant ce qui était arrivé aux fils du défunt empereur. Le Prince fut couronné empereur le 19 juin 1644, sous la protection de Ma Shiying et de sa puissante flotte de guerre,. Pour marquer son accession au trône, il proclame le début de l’ère « Hongguang » (弘光), qui va durer aussi longtemps que son règne. Le régime de Hongguang est dominé par des querelles entre factions, qui ont facilité la conquête de Jiangnan par les Qing. Ces derniers lancent une expédition militaire depuis Xi'an en avril 1645 L'armée Qing, commandée par le Prince Dodo et aidée par la reddition des commandants Ming du Sud Li Chengdong (李成東) et Liu Liangzuo (劉良佐), s'empare de la ville de Xuzhou, une position stratégique située au nord de la rivière Huai, au début de mai 1645. Dès lors, Shi Kefa, qui assure la défense de la ville de Yangzhou, est le dernier défenseur des frontières Nord du territoire des Ming du Sud.

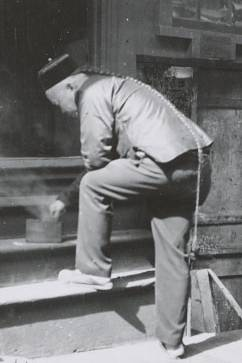
Un Chinois dans le chinatown de San Francisco vers 1900. L'habitude chinoise de porter une natte venait de l'édit de Dorgon de juillet 1645 qui ordonnait à tous les hommes de se raser le front et de s'attacher les cheveux dans une natte comme les Mandchous.

Plusieurs contingents des forces Qing convergent vers Yangzhou le 13 mai 1645. Le gros des troupes composant l'armée Qing qui marche sur la ville est composé des transfuges Ming, qui sont bien plus nombreux que les soldats mandchous des bannières. La petite force de Shi Kefa refuse de se rendre, mais ne peut pas résister à l'artillerie de Dodo : le 20 mai, les canons Qing utilisés par les soldats chinois intégrés aux Bannières (Ujen Coohai) percent les murailles de la ville et Dodo ordonne le "massacre brutal" de la population entière de Yangzhou. En donnant cet ordre, il compte terroriser les autres villes du Jiangnan et pousser à se rendre aux Qing. Le 1er juin, les armées Qing traversent le fleuve Yangzi et prennent facilement la ville de garnison de Zhenjiang, qui protégeait l'accès à Nanjing. Les Qing arrivent aux portes de Nanjing une semaine plus tard, mais l'empereur avait déjà fui. La ville s'est rendue sans combat le 16 juin, après que ses derniers défenseurs eurent fait promettre à Dodo qu'il ne ferait pas de mal à la population. En moins d'un mois, les Qing capturent l'empereur Ming en fuite, qui meurt à Pékin l'année suivante, et s'emparent des principales villes du Jiangnan, dont Suzhou et Hangzhou. À la suite de cette campagne, la frontière entre les Qing et les Ming sud a été repoussée vers le sud, jusqu'au niveau du fleuve Qiantang.
Le 21 juillet 1645, après la pacification superficielle de la région de Jiangnan, Dorgon publia " la promulgation la plus inopportune de sa carrière " : il ordonna à tous les Chinois de se raser le front et de tresser le reste de leurs cheveux en queue de cheval comme les Mandchous,. La punition en cas de non-respect était la mort. Cette politique de soumission symbolique à la nouvelle dynastie aida les Mandchous à distinguer leurs alliés de leurs ennemis. Par contre, pour les fonctionnaires et les lettrés Han, la nouvelle coiffure était "un acte humiliant de dégradation"; car elle violait un précepte confucéen commun voulant qu'il faut préserver son corps intact, alors que pour les gens ordinaires, couper leurs cheveux "équivaut à la perte de leur virilité". Parce qu'il unit les Chinois de tous les milieux sociaux en une résistance contre la domination Qing, cet ordre concernant la coupe de cheveux "a brisé l'élan de la conquête Qing". La population de Jiading et de Songjiang, méfiante envers les Mandchous et cette coupe obligatoire, a été massacrée par l'ancien général Ming Li Chengdong (李成東), respectivement les 24 août et 22 septembre. La ville de Jiangyin a également tenu bon contre environ 10 000 soldats Qing pendant 83 jours. Lorsque les murailles de la cité sont finalement percées le 9 octobre 1645, les troupes qui investissent les lieux sont commandées par Liu Liangzuo (劉良佐), un général chinois ayant rejoint les rangs des Qing. LIangzuo avait reçu l'ordre de « remplir la ville de cadavres avant que vous ne rangiez vos épées », ce qu'il fit en massacrant la population entière, tuant entre 74 000 et 100 000 personnes. Des centaines de milliers de personnes ont ainsi été tuées avant que l'édit promulgué par Dorgon ne soit appliqué dans toute la Chine.

### Les Ming du Sud (1646-1650)

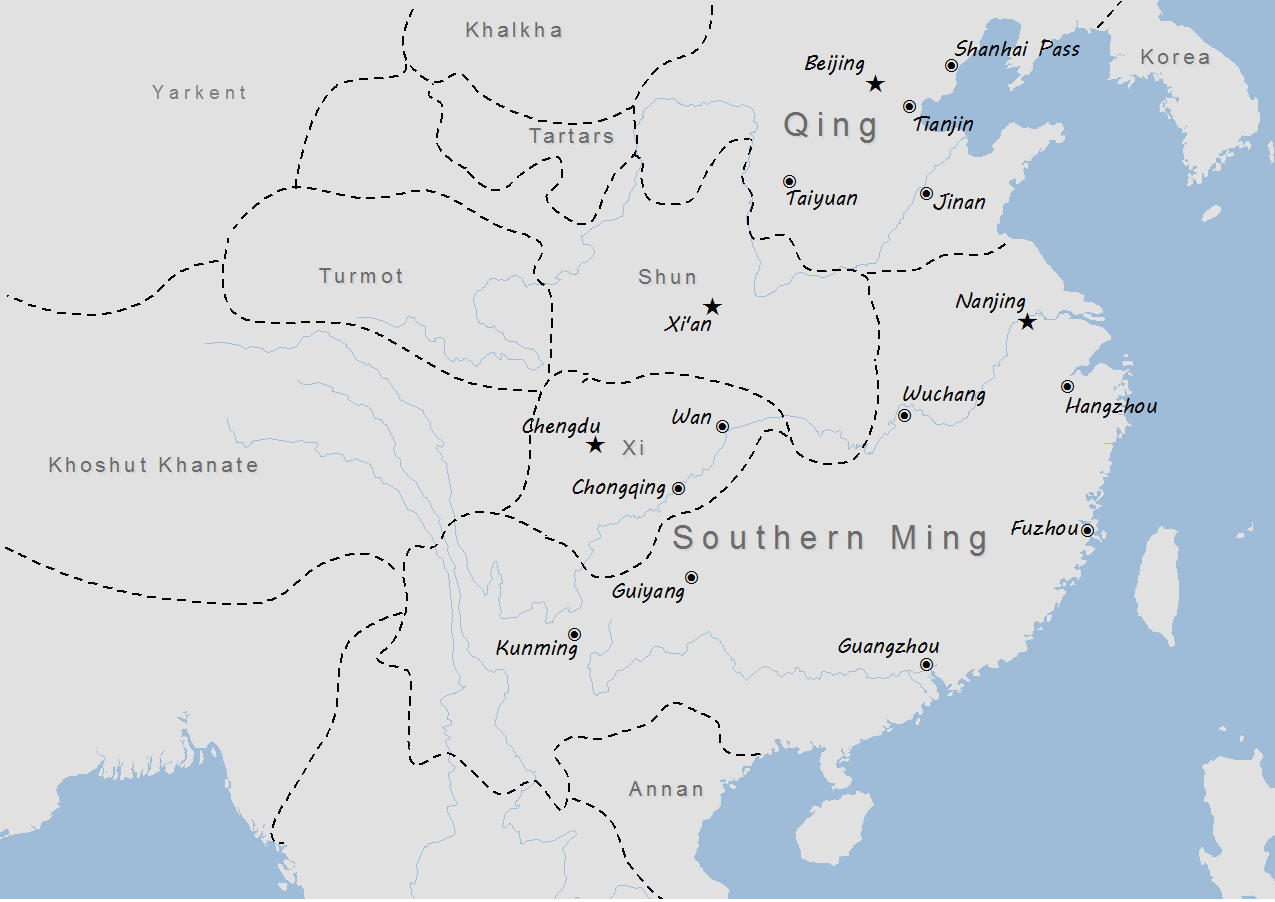
Situation des Ming du Sud après la prise de Pékin par les Qing

Conquête des terres des Ming du Sud par les Qing.

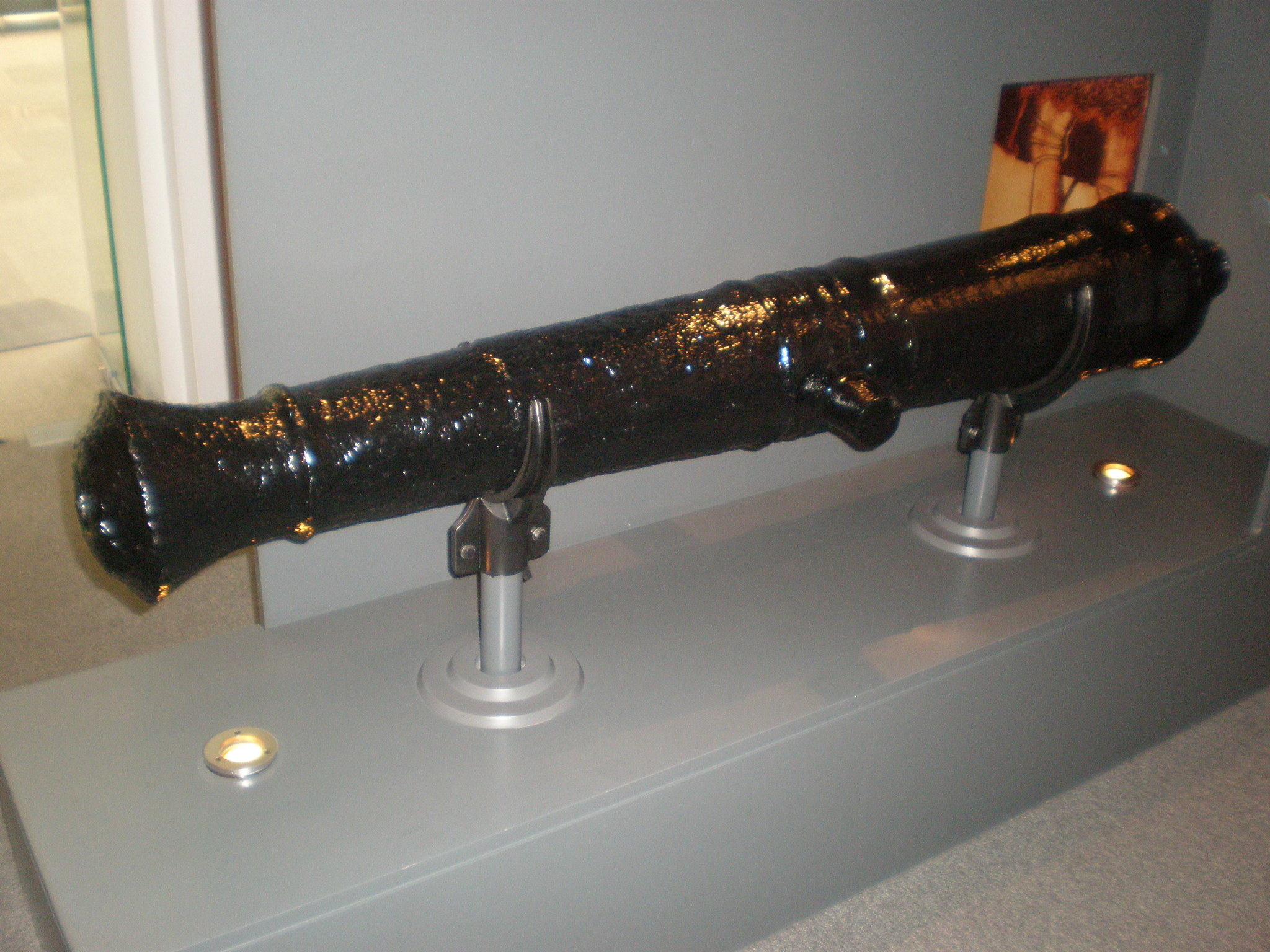
Un canon fabriqué en 1650 par les Ming du Sud. (D'après le Hong Kong Museum of Coastal Defence.)

Malgré ces revers, les Ming du Sud n'avaient pas été éliminés. Lorsque Hangzhou tomba aux mains des Qing le 6 juillet 1645, le prince de Tang, Zhu Yujian, réussit à s'échapper par voie terrestre vers le sud-est, dans la province du Fujian. Descendant de la neuvième génération de Zhu Yuanzhang, le fondateur de la dynastie Ming, Zhu Yujian est couronné empereur Longwu dans la ville côtière de Fuzhou le 18 août, sous la protection du talentueux marin Zheng Zhilong. Le nouvel empereur n'ayant pas d'enfants, il adopta le fils aîné de Zheng et lui donna le nom de famille impérial. Ce fils adoptif est connu en Occident sous le nom de « Koxinga », soit une déformation du titre « Seigneur au nom impérial » (Guoxingye 國姓爺). Entre-temps, un autre exilé de la famille impériale Ming, le prince de Lu, Zhu Yihai, s'était autoproclamé régent au Zhejiang, mais les deux régimes loyalistes n'arrivaient pas à coopérer, ce qui diminuait leurs chances de réussite, déjà très faibles.

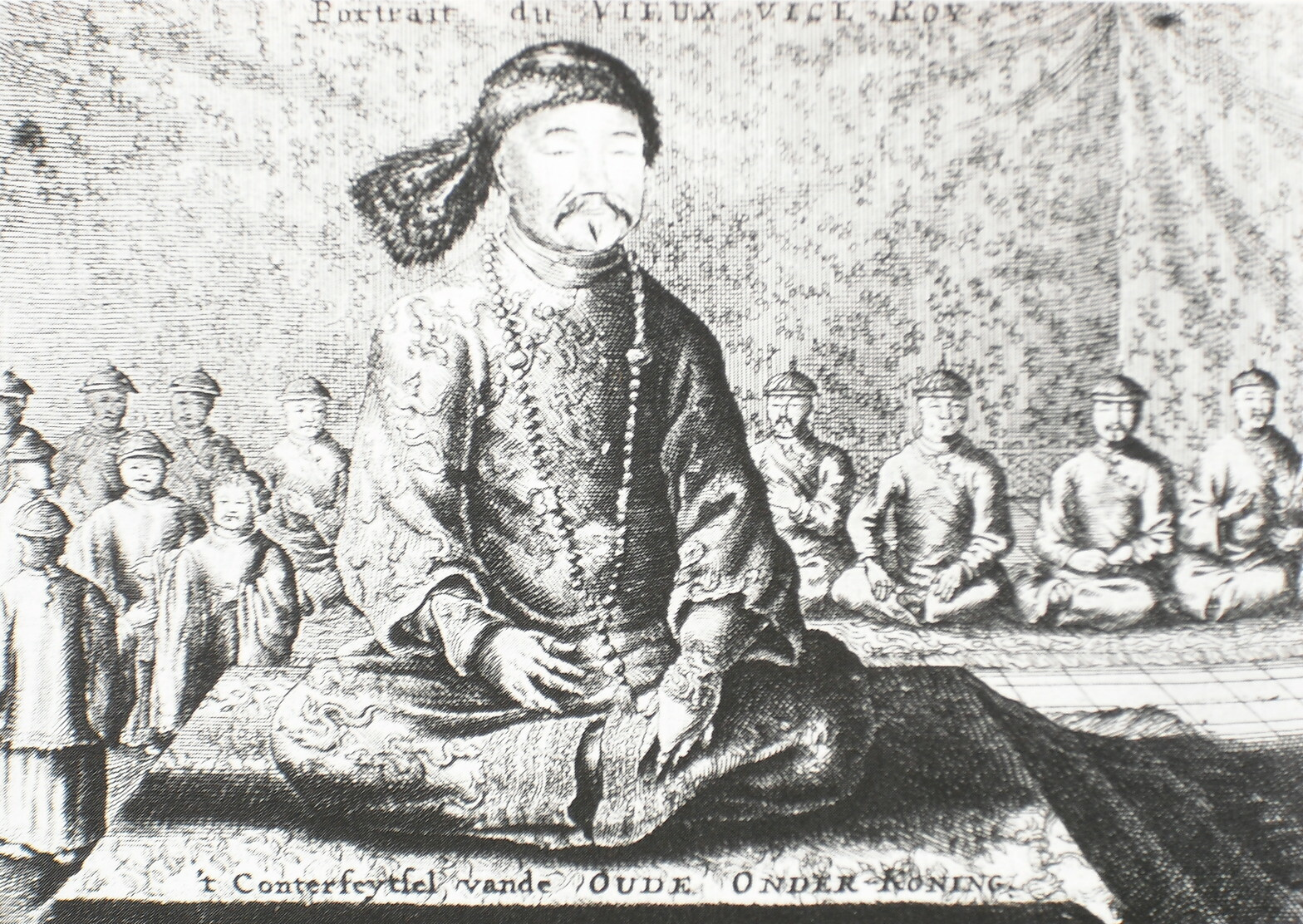
Portrait de Shang Kexi par Johan Nieuhof (1655). Shang a repris Guangzhou aux forces loyalistes Ming en 1650 et a organisé un massacre de la population de la ville. Il fut l'un des Trois Feudataires qui se révolta contre les Qing en 1673.

En février 1646, les armées Qing s'emparent des terres du Prince de Lu à l'ouest du fleuve Qiantang et vainquent une force hétéroclite représentant l'empereur Longwu au nord-est du Jiangxi. En mai, ils assiègent Ganzhou, le dernier bastion Ming du Jiangxi. En juillet, une nouvelle campagne du Sud menée par le prince Bolo désorganise le régime du Zhejiang du prince Lu et attaque le régime de l'empereur Longwu au Fujian. Sous prétexte de lever le siège de Ganzhou, la cour de Longwu quitte sa base du Fujian fin septembre 1646, mais l'armée Qing les rattrape. Longwu et son impératrice sont exécutés sommairement à Tingzhou (Fujian occidental) le 6 octobre. Après la chute de Fuzhou le 17 octobre, Zheng Zhilong se rend aux Qing et son fils Koxinga s’enfuit sur l'île de Taïwan avec sa flotte.
Le frère cadet de l'empereur Longwu, Zhu Yuyue, qui avait fui Fuzhou par la mer, fonde rapidement un autre régime Ming à Guangzhou, la capitale de la province du Guangdong, en prenant le titre d'empereur Shaowu (紹武) le 11 décembre 1646. Faute de costumes officiels, la cour a dû acheter des robes aux troupes de théâtre locales. Le 24 décembre, le Prince de Gui, Zhu Youlang, établit le régime de Yongli (永曆) dans la même région. Les deux régimes Ming s'affrontent jusqu'au 20 janvier 1647, date à laquelle une petite force Qing dirigée par Li Chengdong (李成東), un ancien général des Ming du Sud, s'empare de Guangzhou, tuant l'empereur Shaowu et forçant l'empereur Yongli à fuir jusqu'à Nanning au Guangxi. Cependant, en mai 1648, Li Chengdong se mutine contre les Qing, et la rébellion concomitante d'un autre ancien général Ming dans le Jiangxi aide le régime Yongli à reprendre la majeure partie de la Chine du sud. Cette résurgence des espoirs loyalistes est de courte durée, car de nouvelles troupes envoyées par les Qing réussissent à reconquérir les provinces centrales de Huguang (aujourd'hui Hubei et Hunan), Jiangxi, et Guangdong en 1649 et 1650. L'empereur Yongli s’enfuit à Nanning et de là au Guizhou. Enfin, le 24 novembre 1650, les forces Qing dirigées par Shang Kexi capturent Guangzhou et massacrent la population de la ville, tuant à peu près 70 000 personnes.

### Les ultimes campagnes militaires contre les Ming du Sud (1652-1661)

Trajet de la fuite de l'empereur Yongli, le dernier souverain de la dynastie Ming du Sud, de 1647 à 1661. Les frontières provinciales et nationales sont celles de l'actuelle République populaire de Chine.

Bien que les Qing, dirigés par le prince Dorgon, aient repoussé avec succès les Ming du Sud profondément dans le sud de la Chine, le loyalisme Ming n'est pas encore mort. Au début du mois d'août 1652, Li Dingguo, qui avait servi comme général dans le Sichuan sous les ordres de Zhang Xianzhong et qui protégeait maintenant l'empereur Yongli des Ming du sud, reprit Guilin, dans la province du Guangxi, des mains des Qing. En moins d'un mois, la plupart des commandants qui soutenaient les Qing dans le Guangxi sont revenus du côté des Ming. Mais au cours des deux années suivantes, et malgré des campagnes militaires parfois couronnées de succès dans les provinces de Huguang et du Guangdong, Li ne réussit pas à s'emparer des villes les plus importantes de ces provinces. En 1653, la cour des Qing confie à Hong Chengchou la responsabilité de reprendre le sud-ouest. Basé à Changsha, dans ce qui est aujourd'hui la province du Hunan, il prépare avec minutie sa campagne et ce n'est qu'à la fin de 1658 que des troupes Qing, bien nourries et bien approvisionnées, lancent une attaque sur plusieurs fronts pour reprendre le Guizhou et le Yunnan. Fin janvier 1659, une armée Qing dirigée par le prince mandchou Doni s'empare de la capitale du Yunnan, obligeant l'empereur Yongli à s'enfuir dans le royaume voisin de Birmanie, qui est alors dirigée par le roi Pindale Min de la Dynastie Taungû. Le dernier souverain des Ming du Sud y reste jusqu'en 1662, date à laquelle il est capturé et exécuté par Wu Sangui, celui-là même dont la reddition aux Mandchous en avril 1644 avait permis à Dorgon de commencer la conquête de la Chine.

### Taïwan (1661-1683)
Malgré la déroute des Ming du Sud Zheng Chenggong ("Koxinga"), qui avait été adopté par l'empereur Longwu en 1646 et anobli par Yongli en 1655, continue de combattre les Qing. En 1659, alors que Shunzhi s'apprêtait à organiser un examen spécial pour célébrer la gloire de son règne et le succès des campagnes du sud-ouest, Zheng remonta le fleuve Yangzi avec une flotte bien armée, prit plusieurs villes aux mains des Qing et alla jusqu'à menacer Nankin. Quand l'empereur entendit parler de cette attaque soudaine, il aurait coupé son trône avec une épée dans un geste de colère. Mais le siège de Nankin finit par être levé et Zheng Chenggong repoussé, forçant ce dernier à se réfugier dans la province côtière du Fujian, située au sud-est de la Chine.
Sous la pression des flottes Qing, Zheng s'enfuit à Taïwan en avril 1661 et y bat les Hollandais, alors maîtres d'une partie de l'ile, lors du siège de Fort Zeelandia. Après sa victoire, il les expulse de Taïwan et établit le royaume de Tungning. Plusieurs princes de la dynastie Ming accompagnent Koxinga à Taïwan, dont le Prince de Ningjing, Zhu Shugui, et le Prince Zhu Hónghuán ( zh:朱弘桓), le fils de Zhu Yihai (en). Zheng meurt en 1662 et ses descendants continuent de résister aux Qing, jusqu’à ce que l'empereur Kangxi, une fois libéré de la menace des Trois Feudataires, lance ses propres campagnes pour étendre son empire. En 1683, il envoie Shi Lang avec une flotte de 300 navires pour mettre au pas le royaume de Tungning. À cette date, c'est Zheng Keshuang, le petit-fils de Koxinga, qui règne sur l’île. La résistance de Keshuang est brève, car après la défaite de ses troupes lors de la bataille de Penghu, il doit se rendre et livrer l'ile aux Qing. Pour le récompenser de s'être rendu au lieu de résister jusqu'au bout, l'empereur Kangxi lui décerne le titre de "duc de Haicheng" (chinois : t). Lui et ses soldats son intégrés dans les Huit Bannières. Ses troupes équipées de boucliers en rotin (chinois : t, tengpaiying) seront déployées contre les cosaques russes à Albazin.
Les Qing ont renvoyé la plupart des 17 princes Ming vivant encore à Taïwan en Chine continentale où ils ont passé le reste de leur vie, à l'exception du Prince de Ningjing et de ses cinq concubines, qui ont préféré le suicide à la reddition. Leur palais a été utilisé comme quartier général par Shi Lang en 1683, mais ce dernier a rapidement envoyé un mémoire à l'empereur pour lui proposer de convertir ce palais en temple Mazu, comme mesure de propagande pour calmer la résistance qui subsistait à Taïwan. L'empereur approuve cette décision et le palais devient le Grand Temple Matsu l'année suivante, honorant la déesse Mazu pour son aide supposée pendant l'invasion Qing. La déesse fut même promue "Impératrice du Ciel" (Tianhou), alors qu'elle était jusque là une "consort céleste" (tianfei),.

### Les Trois Feudataires (1674-1681)

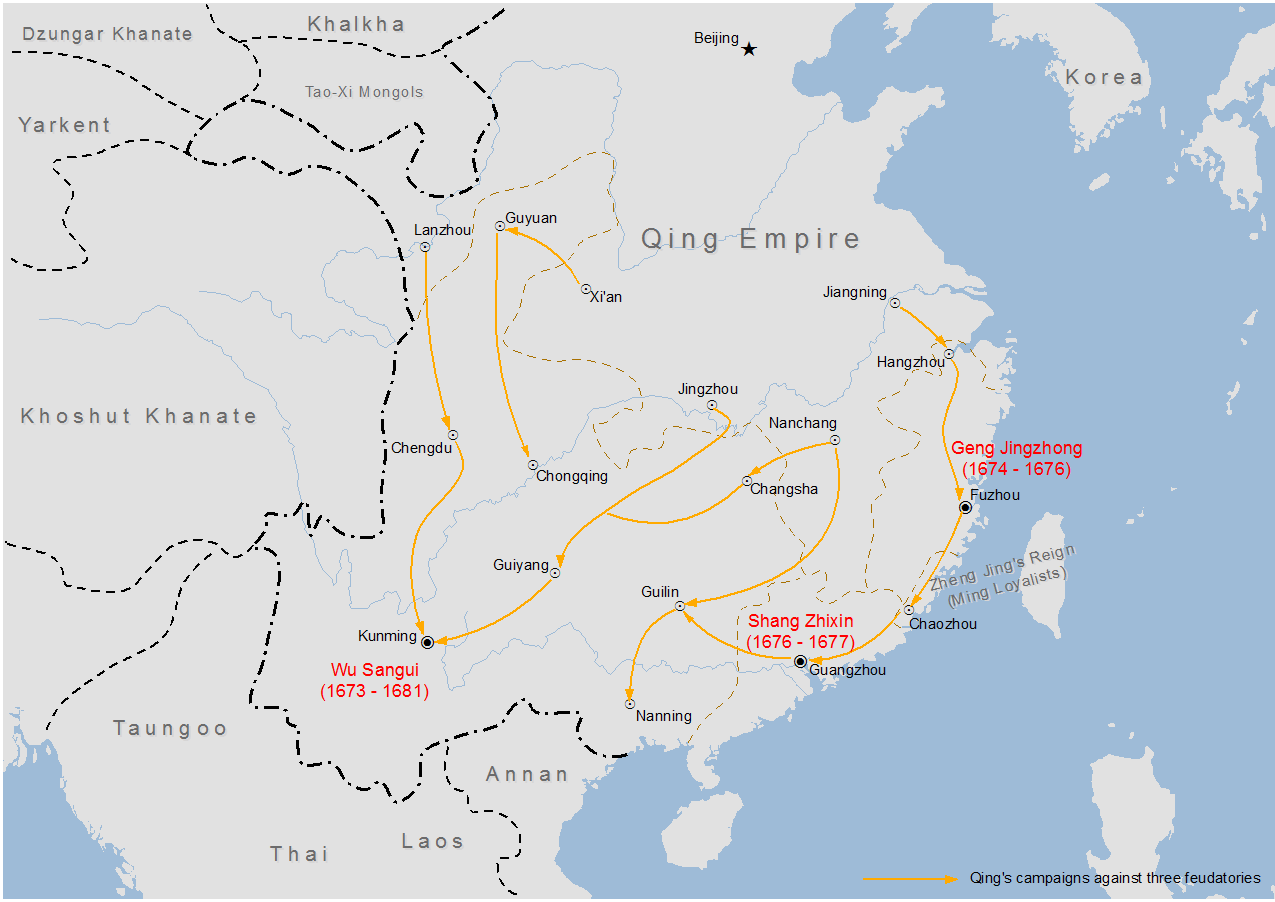
Rébellion des trois feudataires

Les Qing ont beau avoir réussi à mettre fin aux Ming du Sud, ils n'ont pas encore assez de pouvoir pour contrôler directement la Chine du Sud. Ils laissent donc des généraux et des gouverneurs Han ayant fait allégeance aux Mandchous gouverner le sud en leur nom. En 1644, ils donnent à Wu Sangui le gouvernement du Yunan, du Guizhou, ainsi qu'une partie du Sichuan et du Hunan. Il reçoit également le titre de « Pingxi Wang » (平西王, píngxī wáng, « roi de l'occident paisible »). En 1649, c'est au tour de Shang Kexi de devenir le gouverneur du Guangdong et d'une partie du Guangxi et de recevoir le titre de le titre de « Pingnan Wang » (平南王, píngnán wáng, « roi du Sud paisible »). Toujours en 1649, la Cour Impériale Qing fait de Geng Zhongming le gouverneur du Fujian et lui attribue le titre de « Pingnan Wang » (靖南王, jìngnán wáng, « roi du Sud pacifié »). Il existe d'autres feudataires, mais ils sont bien moins puissants que ce trio.
À eux trois, Sangui, Kexi et Zhongming contrôlent la moitié Sud de la Chine. Ils gardent pour eux l'équivalent de la moitié des impôts de l'empire, gèrent leurs territoires de manière extrêmement autonome, ainsi que les relations diplomatiques avec certains royaumes frontaliers, et entretiennent à leurs frais des armées de soldats professionnels.
Tout ceci ne dure qu'un temps, car lorsque l'empereur Kangxi monte sur le trône, il comprend vite que ces trois feudataires sont une grave menace pour son Empire. Sentant venir la menace qui plane sur eux, ils se rebellent tous les trois contre les Qing en 1674, Wu Sangui allant même jusqu'à fonder la "dynastie Zhou". Cependant, leur incapacité à s'entendre et à agir de concert va les conduire à leur perte.
Shang Zhixin et Geng se rendent en 1681 après une contre-offensive massive des Qing, au cours de laquelle l'armée de l'Étendard Vert joua un rôle majeur, les Huit Bannières ne jouant qu'un rôle secondaire.

## Littérature et pensées

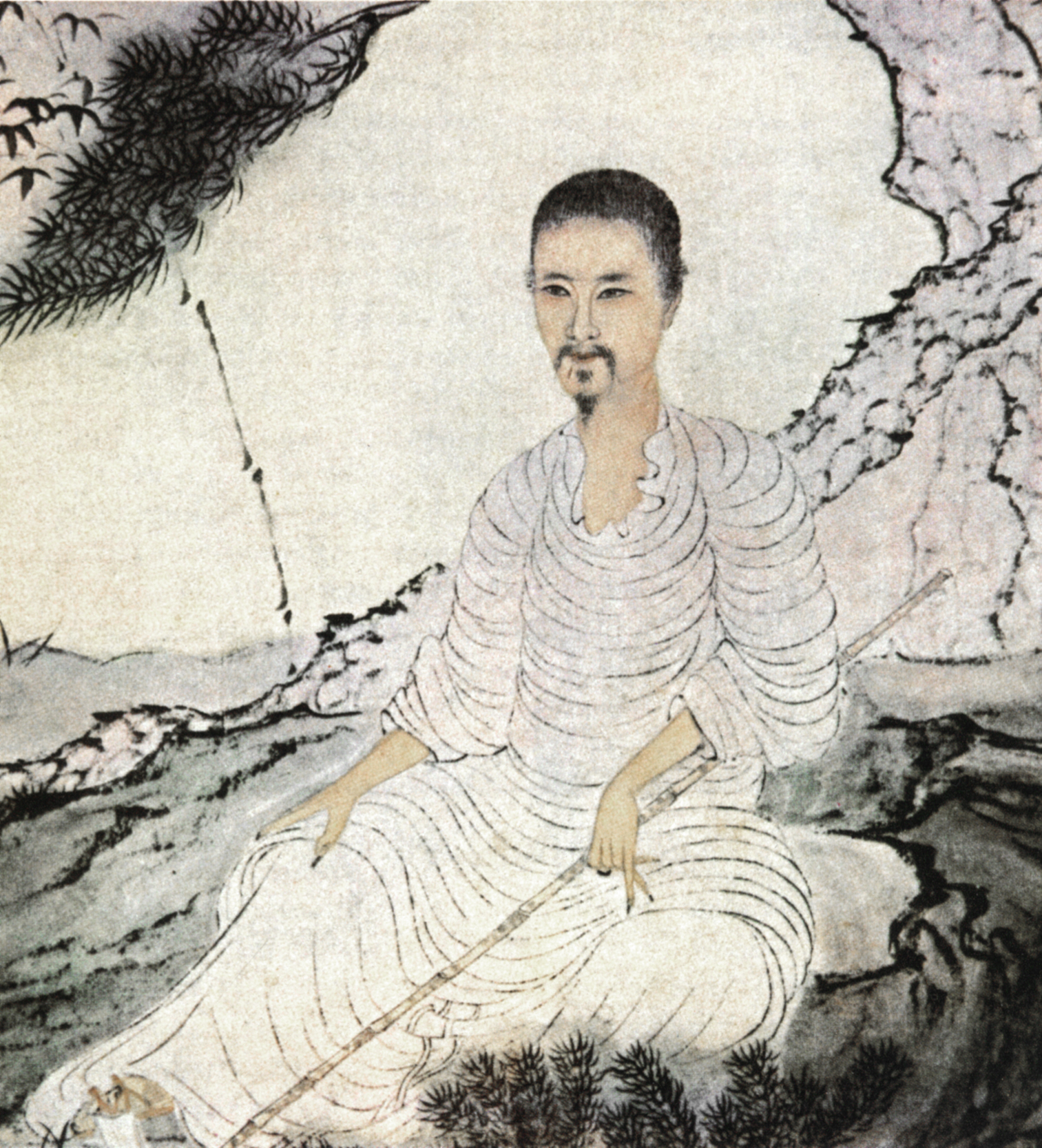
Shitao (1642–1707), qui était apparenté à la famille impériale Ming, fut l'un des nombreux artistes et écrivains qui refusèrent de faire allégeance aux Qing. L'historien de l'art Craig Clunas suggère que Shitao a utilisé un poème inscrit sur cet Autoportrait supervisant la plantation des pins (1674) pour évoquer la restauration de la Dynastie Ming.

La défaite de la dynastie Ming a posé des problèmes pratiques et moraux, en particulier pour les lettrés et les fonctionnaires. Les enseignements confucéens mettaient l'accent sur la loyauté (忠 zhōng), mais les bons confucéens devaient-ils être loyaux envers la dynastie Ming déchu ou, le nouveau pouvoir, les Qing ? Certains, comme le peintre Bada Shanren, un descendant du clan impérial Ming, sont devenus des reclus. D'autres, comme Kong Shangren, qui prétendait être un descendant de Confucius, ont soutenu le nouveau régime. Kong a écrit un drame poignant, L'Éventail aux fleurs de pêcher (en), qui explore le déclin moral des Ming afin d'expliquer leur chute. Les poètes dont la vie a permis de faire le pont entre la poésie Ming et la poésie Qing suscitent un intérêt académique chez les auteurs modernes. Certains des penseurs les plus importants de la première génération de penseurs Qing étaient des loyalistes Ming, du moins dans leur cœur, y compris Gu Yanwu, Huang Zongxi, et Fang Yizhi. En partie en réaction et pour protester contre le laxisme et les excès de feu la dynastie Ming, ils se sont tournés vers l'apprentissage de la preuve, qui mettait l'accent sur l'étude minutieuse du texte et la pensée critique Un autre groupe important dans cette période de transition étaient les "Trois maîtres de Jiangdong" - Gong Dingzi, Wu Weiye et Qian Qianyi - qui entre autres choses ont contribué au retour de la poésie ci.
Les empereurs, afin de légitimer leur domination, encouragèrent les fonctionnaires Qing et les personnalités littéraires à organiser et à s'approprier l'héritage de la littérature chinoise, en produisant des anthologies et des ouvrages critiques. Ils ont également favorisé le développement de la littérature mandchoue et la traduction des classiques chinois en mandchou. Pourtant, l'expression « vaincre les Qing et restaurer les Ming » est restée un mot d'ordre pour beaucoup de penseurs.

## Conséquences
Dulimbai Gurun est le nom mandchou de la Chine (中國, Zhongguo; "Royaume du Milieu"),,. Après avoir conquis les Ming, les Qing ont identifié leur état comme étant la "Chine" (Zhongguo) et l'ont appelé "Dulimbai Gurun" en mandchou. Les Qing assimilaient les terres de l'État Qing, y compris la Mandchourie actuelle, le Xinjiang, la Mongolie, le Tibet et d'autres régions, à la "Chine" dans les langues chinoise et mandchoue. De fait, ils définissent ainsi la Chine comme un État multiethnique, rejetant l'idée qu'elle ne se limite qu'aux régions de peuplement Han, proclamant que les Han et les non-Han font tous partie de la "Chine". Les empereurs Qing utilisent les termes signifiant "Chine" pour désigner leur dynastie dans les documents officiels, les traités internationaux et les affaires étrangères, l'expression "langue chinoise" (Dulimbai gurun i bithe) pour désigner les langues chinoise, mandchoue et mongole, et le terme "peuple chinois" (中國人 Zhongguo ren ; Manchu : Dulimbai gurun i niyalma) pour faire référence à tous les sujets Han, Mandchous et Mongols des Qing.
Au début de l'ère Qing, de nombreux Chinois furent réduits en esclavage par les dirigeants mandchous. Certains d'entre eux se retrouvèrent plus tard en position de pouvoir au sein de l'administration mandchoue et eurent même leurs propres esclaves.

La Dynastie Qing en 1820.

Quand les Qing ont vaincu les Mongols Dzoungars en 1759, ils ont proclamé que les terres des Oïrats avaient été absorbées par le royaume de "Chine" (Dulimbai Gurun), dans un mémorial rédigé en langue mandchoue,,. Ils ont exposé leur idéologie, selon laquelle ils réunissaient les Chinois non-Han "extérieurs" comme les Mongols Khalkhas, les peuples de Mongolie Intérieure, les Oirats (y compris les Tibétains, qui étaient alors sous la coupe des Khans Oirat) et les Han "intérieurs"(comprendre "de la chine historique"), en une "famille" unie sous l'État Qing. Pour montrer que les divers sujets des Qing faisaient tous partie d'une même famille, ces derniers ont créé les expressions "Zhongwai yijia" (中外一家, "zones centrales et zones extérieures comme un seul royaume") et "neiwei yijia" (內外一家, "intérieur et extérieur des grands murs comme une seule famille"), pour transmettre cette idée d'une "unification" des différents peuples. Dans la version en mandchou d'un traité conclut avec l'Empire russe concernant les juridictions pénales respectives des deux états sur les hors-la-loi, les sujets des Qing sont appelés le "peuple du royaume central (Dulimbai Gurun)",,,. Dans le récit officiel, rédigé en langue mandchoue, qu'il fait de sa rencontre avec Ayouki Khan, le Khan des Torguts, Tulisen, un diplomate Mandchou, dit que si les Torghout étaient différents des Russes, le "peuple du Royaume central" (dulimba-i gurun 中國, Zhongguo) était comme les Torghut. Dans ce texte, l'expression "peuple du Royaume central" faisait explicitement référence aux Mandchous.
La conquête initiale de la Chine par les Mandchous fut l'une des guerres les plus dévastatrices de l'histoire chinoise, le massacre de Yangzhou et ces morts trop nombreux pour avoir un bilan fiable, étant un bon exemple de cette dévastation. Des provinces entières, comme le Sichuan et le Jiangnan, ont été complètement dévastées et dépeuplées à la suite de la conquête du pays par les Mandchous. Les pertes liés a cette conquéte sont estimées a environ 25 millions de morts. Certains chercheurs estiment que l'économie chinoise n'a retrouvé le niveau atteint à la fin des Ming qu'en 1750, soit un siècle après la fondation de la dynastie Qing. Selon l'historien de l'économie Robert Allen, en 1820, le revenu familial dans le delta du Yangtsé, soit la province la plus riche de Chine, était inférieur a ce qu'il était sous la dynastie Ming (mais égal à celui de la Grande-Bretagne à la mème époque).
Des groupes choisis de soldats des bannières d'origine chinoise ont été transférés en masse dans des bannières mandchoues par les Qing, changeant leur ethnicité de Han à Mandchou. Les soldats chinois de Tai Nikan (台尼堪) et Fusi Nikan (抚顺尼堪) ont donc été intégrés dans les bannières mandchou en 1740 par ordre de l'empereur Qianlong. Ces soldats avaient pour particularité d’être des alliés de longue date des Mandchous, car c'est entre 1618-1629 que les Chinois du Liaodong, qui devinrent plus tard le Fushun Nikan et le Tai Nikan, firent défection au profit de ceux qui étaient alors des Jurchens. Ces clans mandchous d'origine chinoise continuent d'utiliser leurs noms de famille d'origine "Han" et leurs origines "Han" sont indiquées sur les listes Qing des clans mandchous,,,.